# William Bartram
Pour les articles homonymes, voir Bartram.
William Bartram (20 avril 1739, Kingsessing, Pennsylvanie - 22 juillet 1823) est un naturaliste américain, fils de John Bartram.

## Biographie
Il accompagne son père dans ses nombreux voyages, notamment dans les montagnes Catskill et en Floride. Dès son jeune âge, il maîtrise parfaitement le dessin naturaliste et notamment l'illustration botanique. Il contribue également à l'entretien du jardin botanique créé par son père.
En 1773, William Bartram voyage seul et explore la Floride, la Géorgie, la Caroline du Nord et celle du Sud. Il y récolte des exemplaires de la flore et de la faune locales, les dessine et s'intéresse également aux Amérindiens qu'il y croise. Il réalise la liste d'oiseaux des États-Unis la plus complète de son temps.
À son retour, il publie son journal (1791) sous le titre de Travels through North and South Carolina, Georgia, East and West Florida, the Cherokee Country, etc., (publié en français en 2013, sous le titre " Voyages", aux éditions Corti), qui est considéré comme l'un des meilleurs ouvrages d'histoire naturelle de son époque. Son récit de voyage est fortement influencé par les écrivains romantiques.
En 1802 Bartram rencontre Alexander Wilson, instituteur et l'un des fondateurs de l'ornithologie américaine, et commence à lui enseigner des rudiments d'ornithologie.